# 比利岩
比利岩（英語：Billie Rocks），是南極洲的岩石，位於南奧克尼群島的西格尼島東面，處於德賴英角東北面0.2公里的博爾赫灣，現時由南極條約體系管理。